# Семенина, Лолитта Вячеславовна
Лолитта Вячеславовна Семенина (род. 1964, Москва) — советская и российская оперная певица, солистка Государственного академического Большого театра России, народная артистка Российской Федерации (2012).

## Биография
В школьные годы была солисткой Большого Детского хора ЦТ и ВР. В 1987 году окончила Музыкальное училище имени Гнесиных, затем в 1994 году — Российскую академию музыки имени Гнесиных. С 1987 по 2000 год была солисткой Московского камерного хора под руководством В. Минина. В 1995 году получила III премию Всесоюзного конкурса вокалистов имени М. И. Глинки. В 1998 году удостоена II премии Международного конкурса певцов имени Джованни Баттисты Виотти в Верчелли, Италия. В том же году была удостоена звания «Заслуженная артистка Российской Федерации». С 2000 по 2015 год была солисткой оперной труппы Большого театра. В 2012 году удостоена звания «Народная артистка Российской Федерации». С 2015 года работает частным репетитором по вокалу.

## Репертуар

### Большой театр
- Иоланта («Иоланта» П. Чайковского)
- Лю («Турандот» Дж. Пуччини)
- Татьяна («Евгений Онегин» П. Чайковского)
- Мюзетта, Мими («Богема» Дж. Пуччини)
- Анна («Набукко» Дж. Верди)
- Мария («Мазепа» П. Чайковского)
- Марфа («Царская невеста» Н. Римского-Корсакова)
- миссис Алиса Форд («Фальстаф» Дж. Верди)
- мадам Баттерфляй («Мадам Баттерфляй» Дж. Пуччини)
- Микаэла («Кармен» Ж. Бизе)
- Агнеса Сорель («Орлеанская дева» П. Чайковского)[8]
- Марселина («Свадьба Фигаро» В. А. Моцарта)[9]
- Тамара («Демон» А. Рубинштейна)
- Дездемона («Отелло» Дж. Верди)

### Прочие
- молодая женщина («Любовь трёх королей» И. Монтемецци)
- Афина («Орестея» С. Танеева)
- сопрано («Реквием» В. А. Моцарта)
- сопрано («Глория» А. Вивальди)
- сопрано («Месса до мажор» Л. ван Бетховена)